# スウィズルスティック

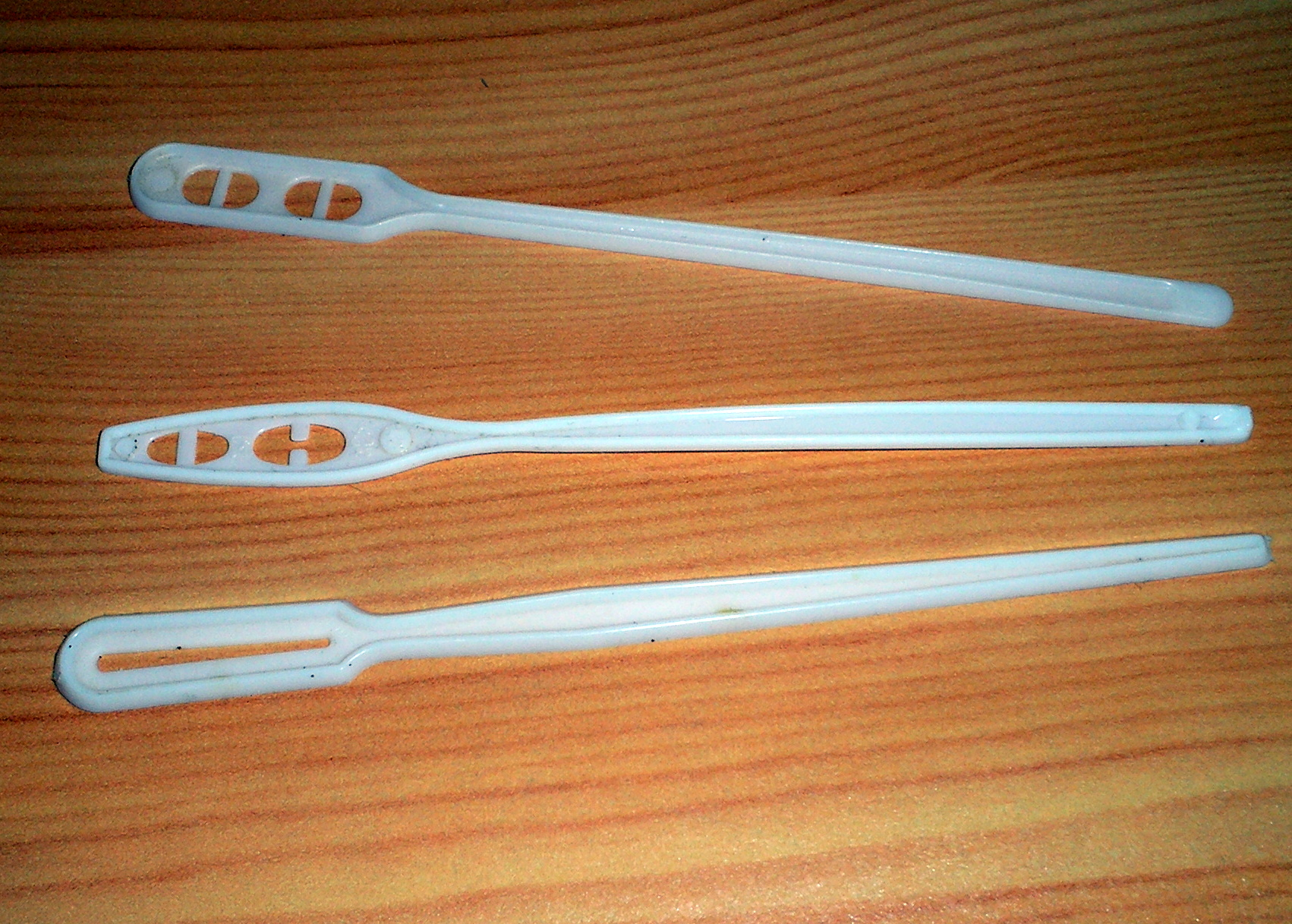
スウィズルスティック

スウィズルスティック（英語：swizzle stick）は、飲み物をかき混ぜるために使用される小さな棒状の道具。かき混ぜ棒、撹拌棒とも。カクテル用など一部のものは日本ではマドラーも呼ばれるが、英語の本来の mudller とは異なる。
オリジナルのスウィズルスティックは、18世紀に西インド諸島にあるラム農園において、スウィズルスティックツリーの枝を使って作られた。19世紀の後半から20世紀の初頭に、シャンパンから泡を払い落とす目的で、ガラス製のスウィズルスティックが作成された。
スウィズルスティックは、ティキバーなどのテーマのある施設の登場により特別に飾り立てられるようになり、コレクションの対象となっている。

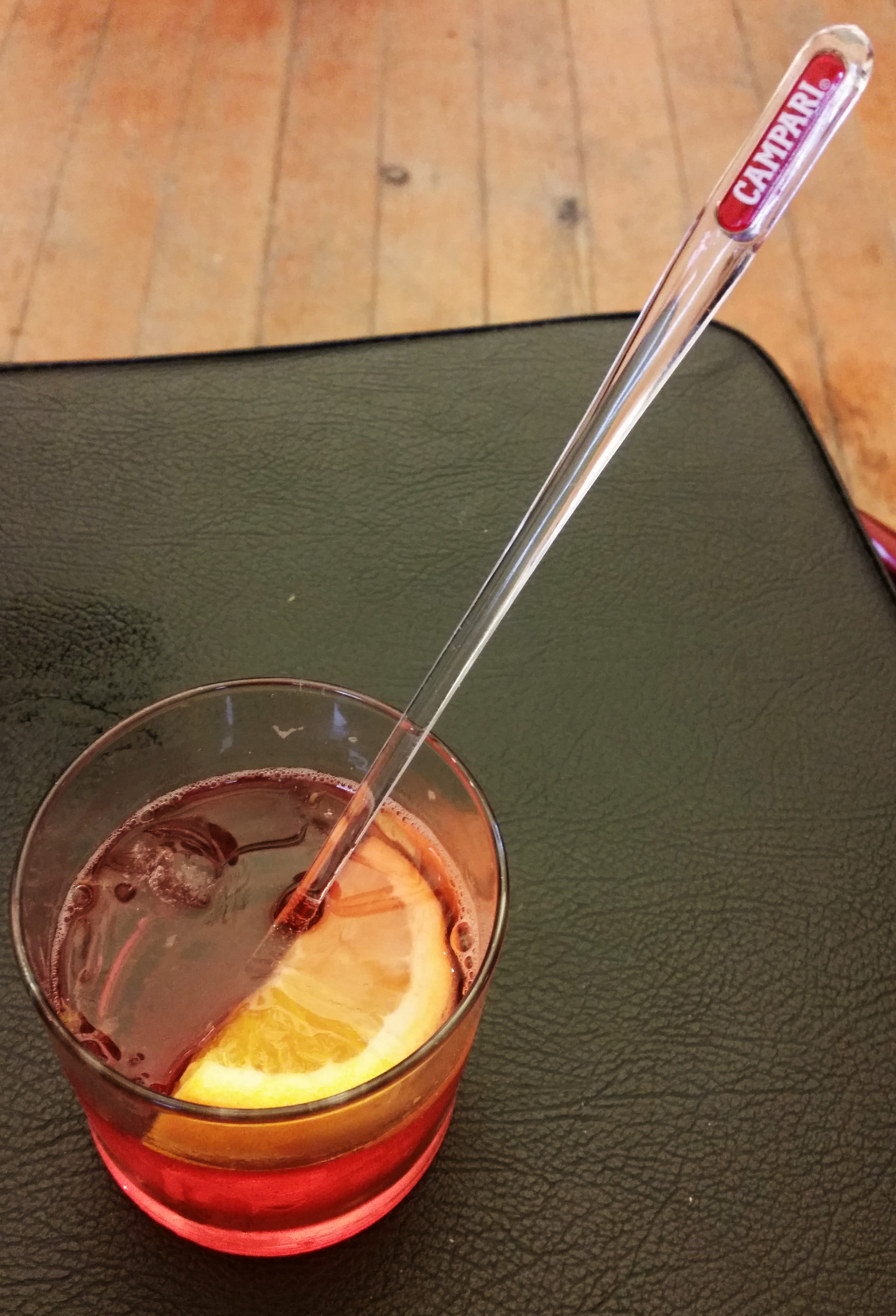
カンパリのロゴ入りスウィズルスティック
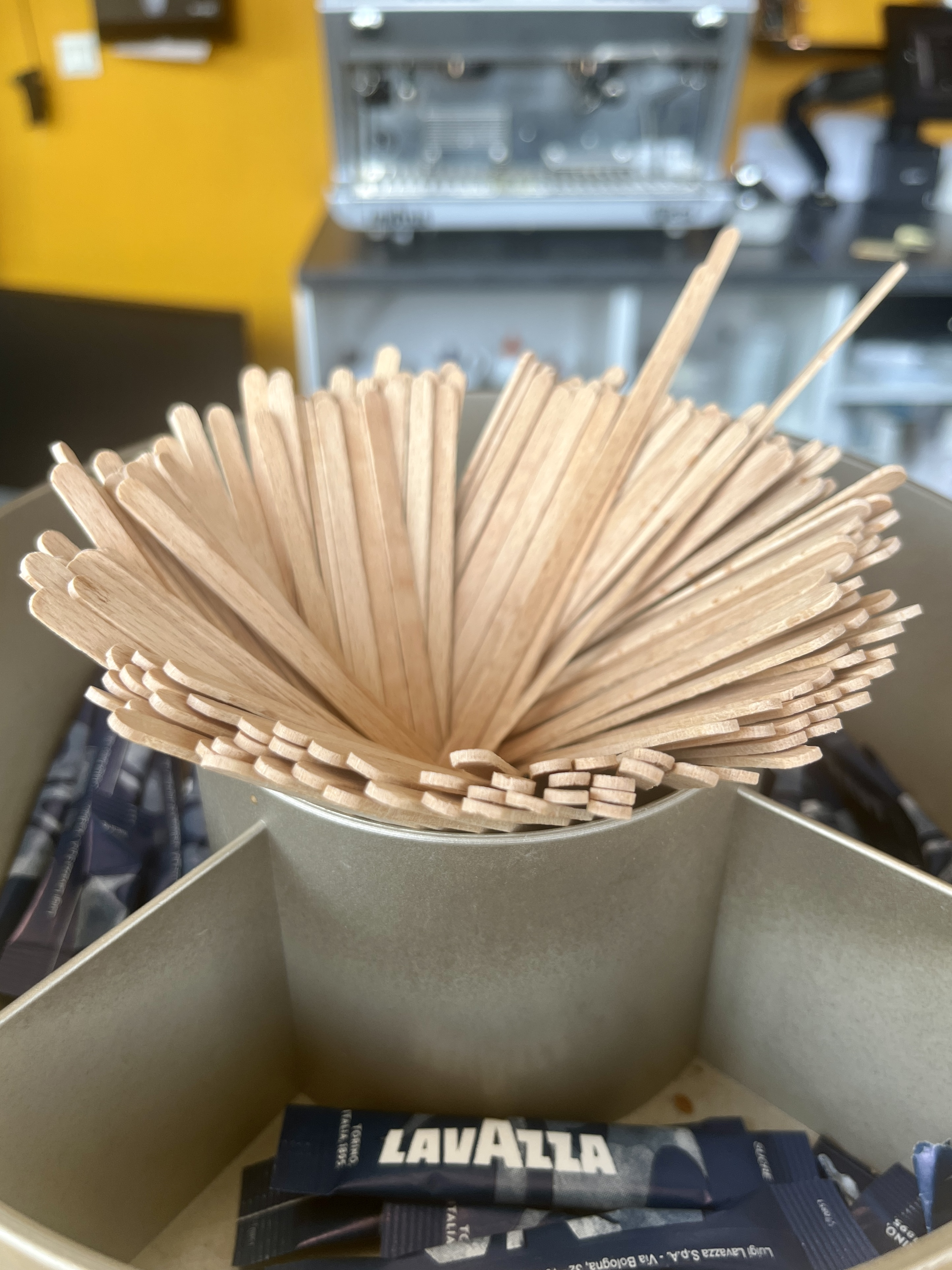
コーヒー用のスウィズルスティック
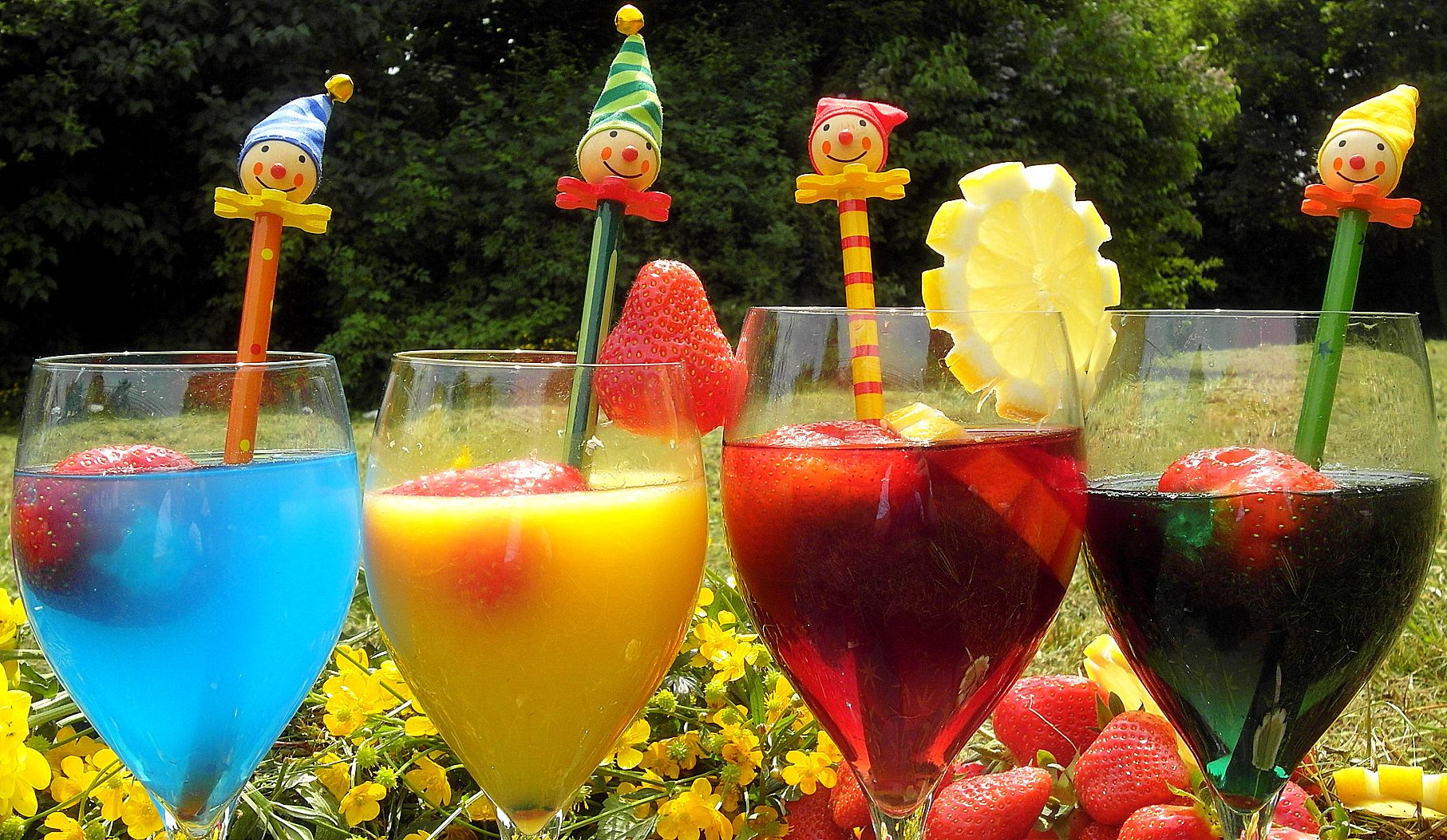
ソフトドリンクに添えられたスウィズルスティック
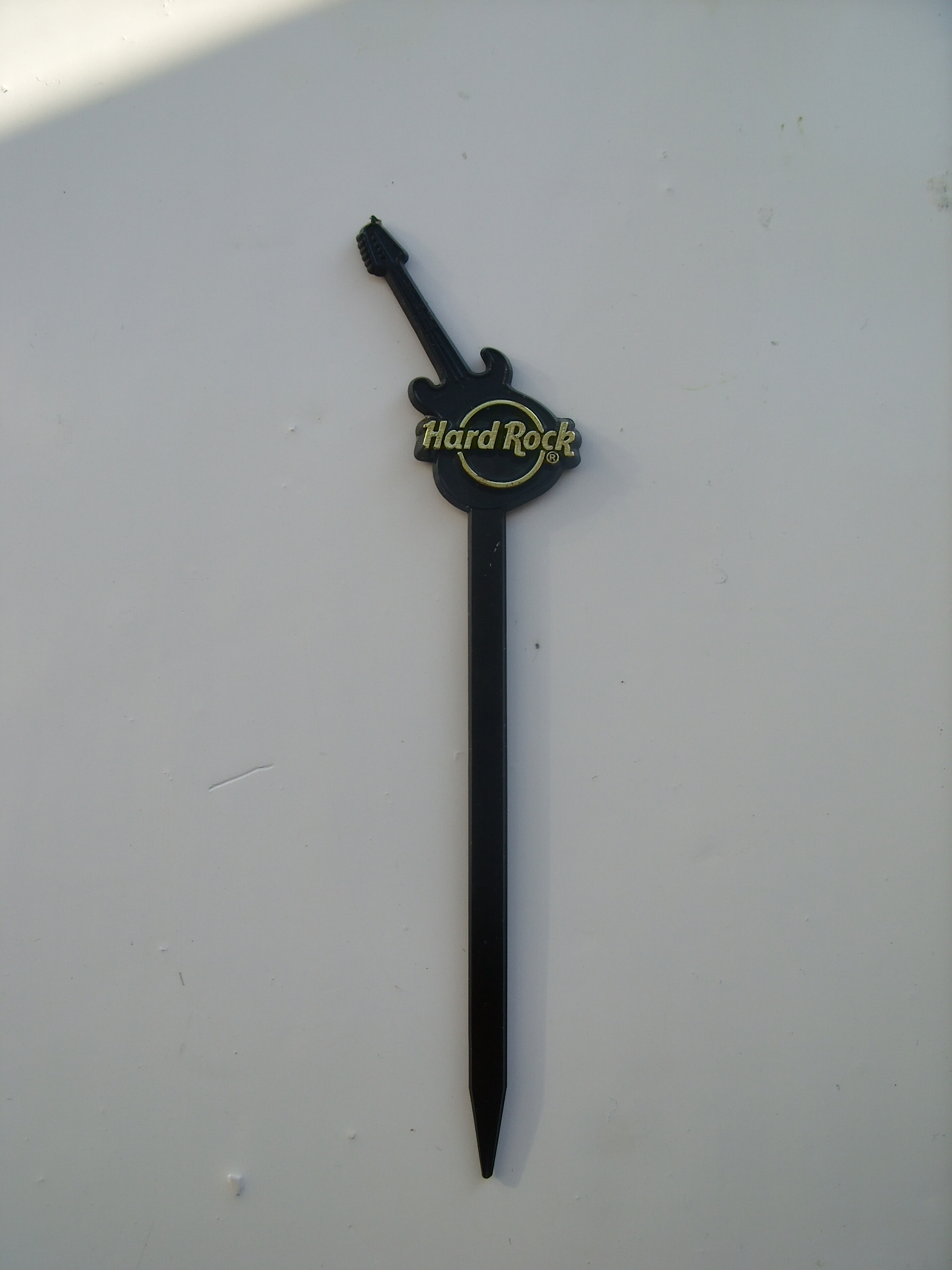
ハードロックカフェのスウィズルスティック